# Carlo Filangieri, principe di Satriano
Carlo Filangieri, principe di Satriano, duca di Cardinale, e di Taormina, barone di Davoli e di Sansoste, noto anche come principe di Satriano o Satriano (Cava de' Tirreni, 10 maggio 1784 – San Giorgio a Cremano, 9 ottobre 1867), è stato un generale e politico italiano, del Regno delle Due Sicilie.
Figlio di Gaetano Filangieri, partecipò alle guerre napoleoniche nell'esercito francese: prese parte alla battaglia di Austerlitz e alla Campagna di Spagna. Trasferito nel Regno di Napoli per aver ucciso in duello un generale italo-francese, fu aiutante di campo di re Gioacchino Murat che lo nominò generale nel 1813.
Dopo la restaurazione borbonica nel Regno delle Due Sicilie, fu reintegrato ed ebbe vari incarichi comandando con successo la Campagna per la riconquista della Sicilia (1848-1849). Rimase nell'isola come luogotenente fino al 1855.
Nel periodo immediatamente precedente all'Impresa dei Mille fu Presidente del Consiglio del Regno delle Due Sicilie e ministro della Guerra (8 giugno 1859-16 marzo 1860). Durante tale carica si batté invano per un'alleanza del Regno delle Due Sicilie con il Piemonte e la Francia.
Dopo l'unità collaborò con il governo del Regno d'Italia.

## Gioventù (fino al 1808)
Carlo Filangieri, discendente di un'antica famiglia nobiliare napoletana, era figlio di Gaetano Filangieri, giurista e filosofo napoletano, e di Carolina Frendel, ungherese, che fu educatrice della principessa Luisa Maria di Borbone, secondogenita di re Ferdinando IV. Dopo il loro matrimonio, celebrato nel 1783, Gaetano Filangieri dovette allontanarsi da Napoli per motivi di salute e trascorrere un periodo di tempo a Cava de' Tirreni dimorando nella Villa Eva , dove - il 10 maggio 1784 - nacque il primogenito Carlo.
Carlo Filangieri, rimasto orfano del padre nel 1788, mostrò fin dalla prima giovinezza una propensione per la vita militare per cui, come di consueto nella nobiltà napoletana, ottenne ancora minorenne il brevetto di ufficiale di cavalleria (nel Reggimento "Principe Leopoldo"). Studiò il latino, la filosofia, le scienze esatte e la matematica, che prediligeva. Imparò il francese per elezione.
A 15 anni fu invitato dallo zio Antonio Filangieri (fratello del padre) ad intraprendere la carriera militare in Spagna, sennonché re Carlo IV a seguito della Rivoluzione partenopea del 1799 aveva vietato l'ingresso in Spagna ai napoletani. Carlo Filangieri si trovò, così, a Livorno senza alcuna possibilità di continuare il suo viaggio e decise di recarsi a Milano, capitale della Repubblica Cisalpina, dove già si era sparsa l'eco delle vittorie dell'esercito napoleonico.

### L'ingresso nell'esercito francese
A Milano, il giovane Carlo fece la conoscenza del comandante dell'armata francese in Italia, il generale Guillaume Marie-Anne Brune che era ammiratore delle opere di Gaetano Filangieri. Il generale decise che il figlio del famoso giurista avrebbe dovuto continuare gli studi e permise a Carlo di partire per la Francia. Arrivato a Parigi, dopo un breve colloquio con Napoleone che volle conoscere «l'orfano dell'illustre autore della Scienza della Legislazione», Carlo Filangieri entrava al Prytanée, l'istituto superiore che nel 1808 sarebbe diventato il Prytanée national militaire.
Conseguito il diploma con brillantissimi risultati, l'8 gennaio 1803 ottenne il suo primo grado nell'esercito francese: sottotenente del 33º reggimento di fanteria. Con questo reparto, partito per le Fiandre a seguito della rottura del Trattato di Amiens (1802), Filangieri ottenne il battesimo del fuoco il 3 giugno 1804.
Nel contesto delle guerre napoleoniche della terza coalizione, nel novembre del 1805, Carlo si trovò sotto il comando del generale francese Davout impegnato in Austria nell'inseguimento dell'armata del generale russo Kutuzov.
Dopo la conquista francese di Vienna (12 novembre 1805) però, gli austro-russi concentrarono un'imponente armata per contrattaccare i francesi nei pressi della cittadina di Austerlitz (oggi Slavkov u Brna).
Il 2 dicembre 1805 Carlo Filangieri, inquadrato nella divisione del generale Louis Friant (1758-1829), partecipò alle prime fasi della battaglia, durante la quale fu ferito nella conquista di posizioni nemiche.
Dopo Austerlitz, una delle più brillanti vittorie di Napoleone, Filangieri fu promosso tenente assieme ad altri quattro ufficiali del 33º reggimento di linea.

### Contro i Borbone di Napoli

Villa Eva a Cava de' Tirreni, luogo di nascita di Carlo Filangieri, in una cartolina del 1920 circa.

Con la sconfitta austriaca l'attenzione di Napoleone si rivolse all'Italia dove il Regno di Napoli di Ferdinando IV si era schierato al fianco della Gran Bretagna.
L'imperatore decise che tutti i napoletani dell'esercito francese sarebbero dovuti partire per l'invasione del Regno borbonico, che iniziò il 9 febbraio 1806 ad opera dell'armata del generale francese Andrea Massena. Giunto a Napoli (conquistata il 14 febbraio) nel maggio del 1806, Filangieri fu chiamato con il grado di capitano a far parte dello Stato Maggiore del generale Mathieu Dumas. Immediatamente spedito al fronte, fu chiamato a partecipare all'assedio di Gaeta che terminò il 18 luglio del 1806. Anche in questa circostanza Filangieri si distinse per le sue doti militari conseguendo la Legion d'onore.
Fuggito dall'assedio di Gaeta in cui era stato strenuo difensore, il generale austriaco Philippsthal organizzò nel 1807 dalla Sicilia borbonica un tentativo di invasione della Calabria. I francesi accorsero a contrastarlo e Filangieri partecipò alle vittoriose operazioni contro il nemico (battaglia di Mileto) e alla conquista di Reggio. Nel 1808, sulla base dei rapporti dei suoi superiori, Filangieri fu insignito della Croce di cavaliere dell'Ordine reale delle Due Sicilie e promosso caposquadrone dello Stato Maggiore dell'Esercito.

### In Spagna

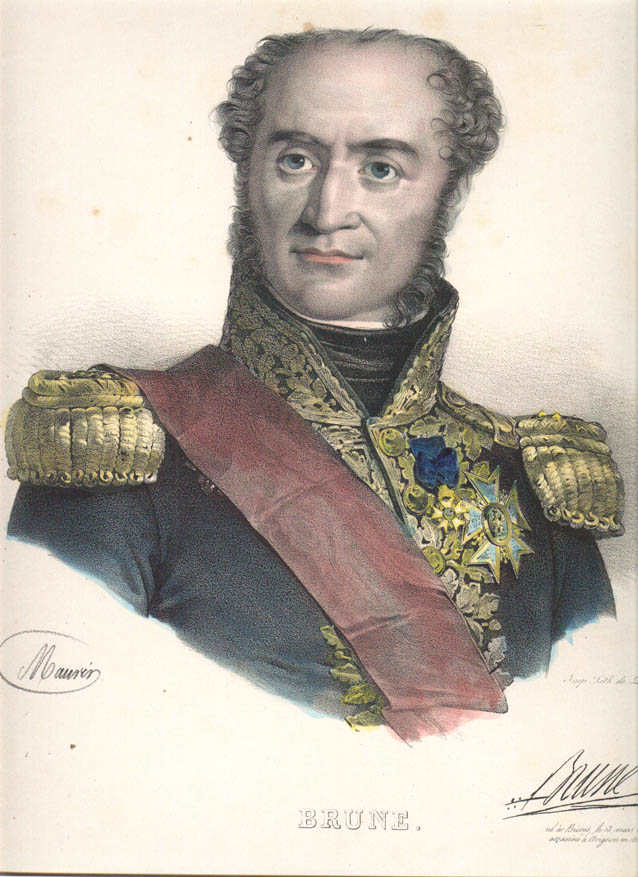
Il generale Brune, ammiratore di Gaetano Filangieri, consentì a Carlo di entrare nella Grande Armée.

Nel luglio del 1808, in occasione di un incarico di scorta alla regina consorte del re di Napoli Giuseppe Bonaparte, Giulia Clary, Filangieri ebbe l'ordine, a Lione, di trasferirsi a Madrid.
Nella Penisola iberica divampava la Guerra d'indipendenza spagnola, che vedeva spagnoli, inglesi e portoghesi combattere l'impero napoleonico.
In questo contesto Filangieri ricevette diversi incarichi di esplorazione e collegamento fra i generali, fra i generali e Napoleone e fra i generali e Re Giuseppe che intanto era passato dal trono di Napoli a quello di Spagna e di cui Filangieri non ammirava le doti militari.

Per vincere la guerra, nell'autunno 1808 Napoleone prese il comando diretto dell'esercito francese in Spagna. Filangieri fu assegnato allo Stato Maggiore del Maresciallo Nicolas Jean-de-Dieu Soult e partecipò attivamente alla conquista di Burgos (10 novembre 1808).
Pochi giorni dopo la battaglia per la conquista di questa città spagnola, un avvenimento segnò la vita di Carlo Filangieri interrompendone la carriera militare in Spagna.
Il 15 novembre 1808 sfidò infatti a duello il generale milanese François Franceschi-Losio (1770-1808) colpevole di un'insinuazione di scarso coraggio ai danni di un ufficiale assente quale napoletano. Il duello alla pistola avvenne il giorno dopo alle 10 a Burgos. Franceschi sparò per primo ma il colpo forò la falda destra dell'uniforme di Filangieri che rimase illeso. Filangieri sparò a sua volta e colpì al ventre il rivale che dopo poche ore morì.

Per questa azione, tanto più grave quanto per il fatto che un capitano aveva sfidato a duello e ucciso un generale, Filangieri fu trasferito ad altro incarico a Napoli, dove da qualche mese reggeva il trono Gioacchino Murat.

## Con Gioacchino Murat (1808-1815)

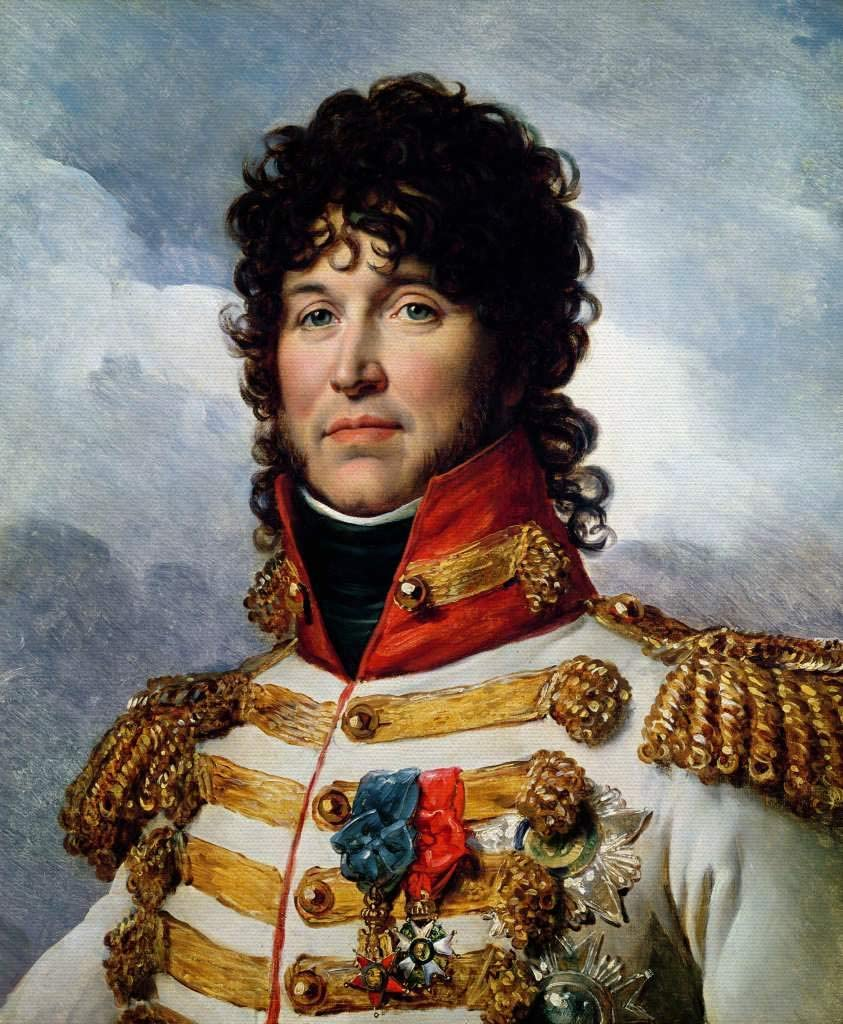
Gioacchino Murat, re di Napoli, di cui Filangieri fu aiutante di campo.

Dopo brevi incarichi in Abruzzo e in Calabria e la notifica della Croce di commendatore delle Due Sicilie, Filangieri, partecipò al fallito tentativo di conquista della Sicilia borbonica da parte dell'esercito di Murat. Successivamente, promosso colonnello, nel marzo del 1811, gli fu affidato il comando del 6º reggimento di linea Napoli. Con questo corpo si apprestò a partecipare alla Campagna di Russia del 1812 ma, a causa di un temuto sbarco di truppe anglo-borboniche a Napoli, gli fu comandato di rinunciarvi.
Il 5 luglio 1813 venne promosso Maresciallo di campo e nel 1814 fu nominato aiutante di campo di Murat, impegnato a far sopravvivere il suo regno dopo la prima caduta di Napoleone. A tale scopo il re inviò a far parte della missione diplomatica di Napoli al Congresso di Vienna Filangieri il quale, tornato in patria, disilluse Murat riguardo alla possibilità di mantenere lo status quo.

### Alla battaglia del Panaro

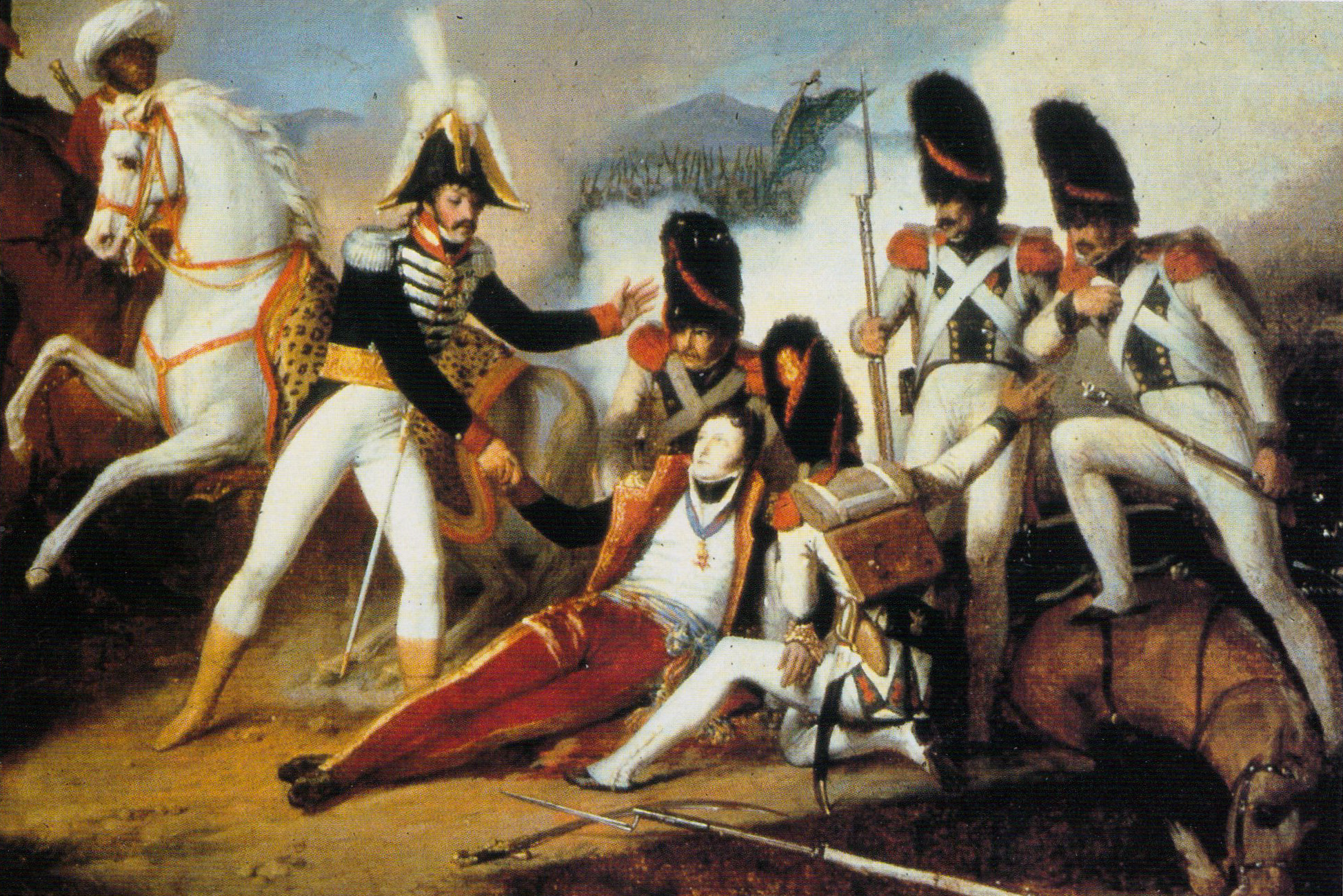
Gioacchino Murat soccorre Filangieri ferito dopo la battaglia del Panaro.

Dopo la partenza di Napoleone dall'Isola d'Elba e qualche tentennamento, Murat decise di attaccare l'Austria il 15 marzo 1815 dando così inizio alla Guerra austro-napoletana. Avanzate nello Stato Pontificio, le truppe napoletane batterono gli austriaci a Cesena, ma si dovettero fermare al fiume Panaro dietro il quale si era attestato il generale asburgico Vinzenz Ferrerius von Bianchi con 6.600 uomini.
L'attraversamento del fiume all'altezza del ponte fortificato di Sant'Ambrogio (presso San Cesario sul Panaro) fu affidato da Murat alla divisione del generale Carrascosa il 4 aprile 1815. Dopo due tentativi falliti, Murat diede ordine a Filangieri di comunicare al generale Jean-Baptiste Fontaine di attaccare con il 3º Reggimento lancieri la barricata nemica appena l'artiglieria napoletana vi avesse aperto una breccia.

Fontaine rifiutò di eseguire l'ordine e Filangieri dopo aver avuto il permesso di Murat, al momento opportuno, con 24 cavalieri prese d'assalto il ponte oltre il quale la barricata era stata danneggiata. Senza rinforzi, ferito più volte e persi tutti i suoi uomini, Filangieri fu catturato, quasi esanime, dal nemico.
Malgrado l'episodio, la battaglia volse a favore del re di Napoli che dopo la vittoria trovò Filangieri semisvenuto lungo la via per Modena, abbandonato dagli austriaci in ritirata. Murat, dopo averlo soccorso personalmente, lo promosse sul campo, a 31 anni, tenente generale.
La vittoria della Battaglia del Panaro non consentì tuttavia a Murat di vincere la guerra, il cui esito tragico lo portò alla caduta e poi alla morte nell'ottobre dello stesso 1815.

## La Restaurazione borbonica (1815-1821)

Ferdinando IV (poi Ferdinando I), tornato a Napoli accolse nel Consiglio di Guerra il suo ex nemico Filangieri.

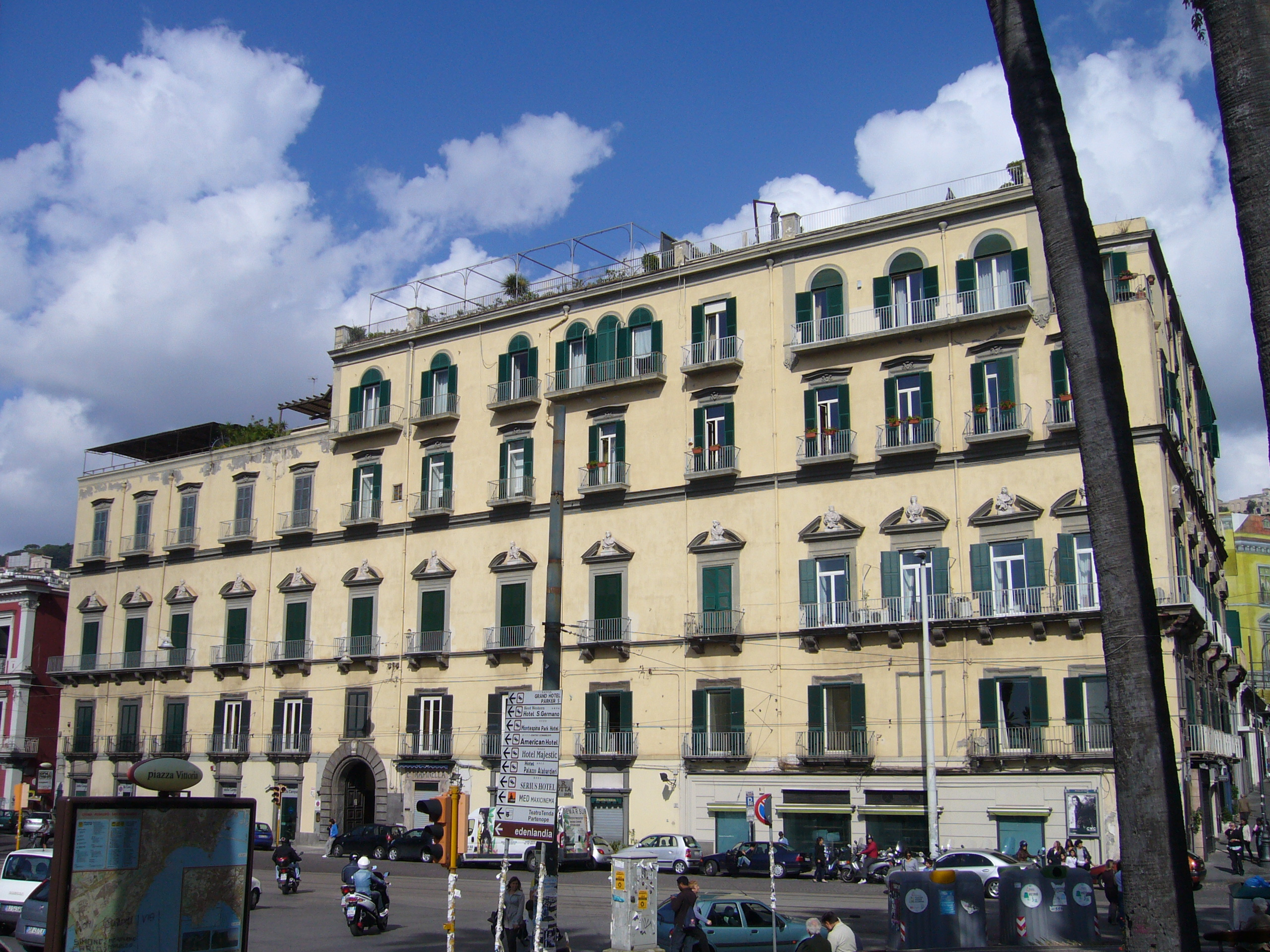
L'aspetto attuale del Palazzo Ravaschieri a Napoli, dimora di Filangieri dal 1820.

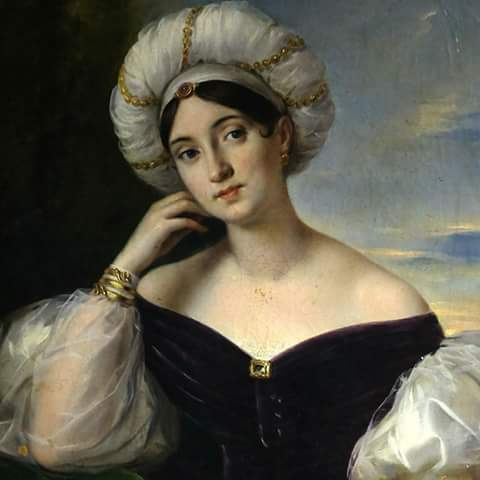
Un ritratto della consorte di Carlo Filangieri, Agata Moncada.

Dopo la definitiva caduta di Napoleone Carlo Filangieri fu, grazie al Trattato di Casalanza, confermato nel grado. Assistette alla restaurazione del regime del suo antico nemico Ferdinando IV che, abolendo la carica di Ministro della Guerra, formò il “Supremo Consiglio di Guerra”. Ne fecero parte Leopoldo di Borbone quale presidente e, fra i consiglieri, due generali borbonici lealisti e due murattiani: Angelo D'Ambrosio (1771-1822) e Carlo Filangieri.

Quest'ultimo in quello stesso periodo veniva anche scelto dall'eccentrica sorella del padre, Teresa Filangieri, quale erede del suo consistente patrimonio. La zia di Carlo, infatti, era consorte di Filippo Fieschi Ravaschieri, principe di Satriano in Calabria, possidente di antichi feudi ai quali era congiunto il titolo nobiliare.
La difficile coesistenza all'interno del Supremo Consiglio ebbe termine nell'agosto del 1816, quando D'Ambrosio e Filangieri si dimisero. Causa del ritiro fu un decreto con il quale si istituiva un'onorificenza per i militari che avevano combattuto dalla parte di Ferdinando IV discriminando così i "murattiani".
Dissoltosi il Supremo Consiglio, nel 1817 furono riunite le cariche di comandante dell'esercito e di Ministro della Guerra nella persona del generale austriaco Laval Nugent von Westmeath, vincitore di Murat in alcune delle sue ultime battaglie. Ciò causò la rottura definitiva fra borbonici e murattiani.
Amareggiato da queste vicissitudini, Carlo Filangieri, nella primavera del 1820, trovò conforto nell'unione matrimoniale con Agata Moncada, figlia del nobile siciliano Giovanni Luigi Moncada, principe di Paternò. I due coniugi andarono a vivere a Napoli, alla Riviera di Chiaia, nel palazzo Ravaschieri di Satriano.

### Costituzione e intervento austriaco
Nello stesso 1820 scoppiò a Napoli una rivolta carbonara a favore della costituzione che portò anche alla diserzione di alcuni reparti dell'esercito. A luglio Filangieri fu incaricato di prendere il comando della guardia cittadina e di una commissione di sicurezza pubblica. Nello stesso tempo, per giudicare la condotta degli ufficiali, venne creata una “Giunta di Scrutinio” di cui Filangieri rifiutò la guida facendo decadere il tentativo di reazione borbonica. Subito dopo Ferdinando promulgò la costituzione che era stata concessa in Spagna.
Nel parlamento napoletano costituzionale prevalsero gli ideali del decennio murattiano per cui, partito il re in cerca di aiuto il 14 dicembre 1820, con il Congresso di Lubiana, l'Austria decideva il suo intervento nel Regno delle Due Sicilie per ristabilirvi l'ordine. Vi si oppose un debole esercito costituzionale, comandato da Guglielmo Pepe e Michele Carrascosa, nel quale Carlo Filangieri comandò la 4ª Divisione della Riserva. Fra il 7 e il 9 marzo 1821 si combatté la decisiva battaglia di Rieti-Antrodoco che, anche a causa della fedeltà al re delle truppe napoletane e delle conseguenti diserzioni, si concluse con la vittoria austriaca. Aderendo all'invito di Ferdinando, l'esercito napoletano si dissolse e il 23 marzo 1821 gli austriaci entrarono a Napoli.

## Destituzione e riabilitazione (1821-1848)
Con la definitiva restaurazione borbonica, il 27 marzo 1821 Carlo Filangieri fu esonerato dal comando della Guardia e il 20 aprile ebbe comunicazione di essere sotto inchiesta. Rifiutatosi di apparire in giudizio di fronte a sei generali suoi subordinati, rispose per iscritto alle accuse. La difesa fu tuttavia inutile, poiché il 29 luglio 1821 Ferdinando lo destituì dal grado di generale revocandogli ogni onorificenza. Ritiratosi a vita privata nei suoi possedimenti, Filangieri si dedicò alla gestione della ferriera di Cardinale, in Calabria.
Dopo nove anni, salito al trono nel 1830 alla morte del padre Francesco I, Ferdinando II dimostrò di voler rompere con la vecchia politica filoaustriaca e rivalutare gli ufficiali destituiti nel 1821.
A testimonianza del nuovo corso, Filangieri fu reintegrato nel suo grado di generale e l'11 gennaio 1831 fu chiamato a corte e decorato dal re con il collare dell'Ordine di San Gennaro, la più alta onorificenza del regno. Lo stesso anno fu anche insignito del cavalierato di gran croce dell'Ordine di San Giorgio della Riunione.
In seguito Ferdinando II lo chiamò alla Dieta dei generali per il riordinamento dell'esercito e gli affidò il comando dell'artiglieria, del Genio, delle scuole militari e dell'ufficio topografico. Con questi mandati Filangieri potenziò le difese della fortezza di Gaeta, fece costruire caserme, ospedali e ampliò l'arsenale militare. Svincolò la flotta militare dai tecnici inglesi istituendo a Pietrarsa la scuola teorico-pratica dei macchinisti che servì a dare impulso alla navigazione a vapore e alla costruzione di locomotive. Filangieri dispose inoltre l'istruzione dei più valenti ufficiali in Francia, Belgio e Gran Bretagna.
Nel 1843, altro segno di benevolenza reale, Filangieri entrò a Corte quale “Gentiluomo di Camera di Sua Maestà con esercizio”.

## A capo della spedizione di Sicilia (1848-1849)

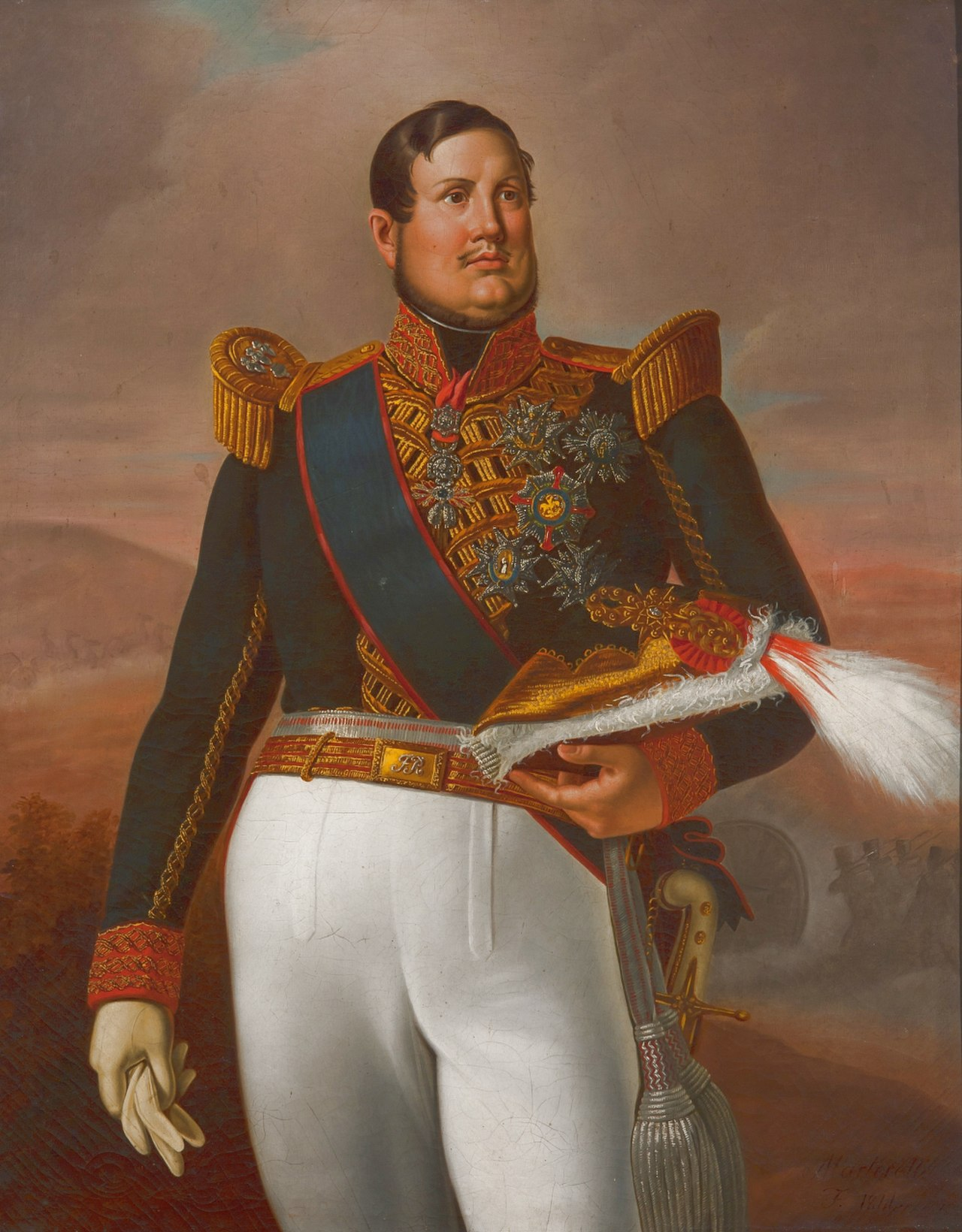
Ferdinando II delle Due Sicilie.

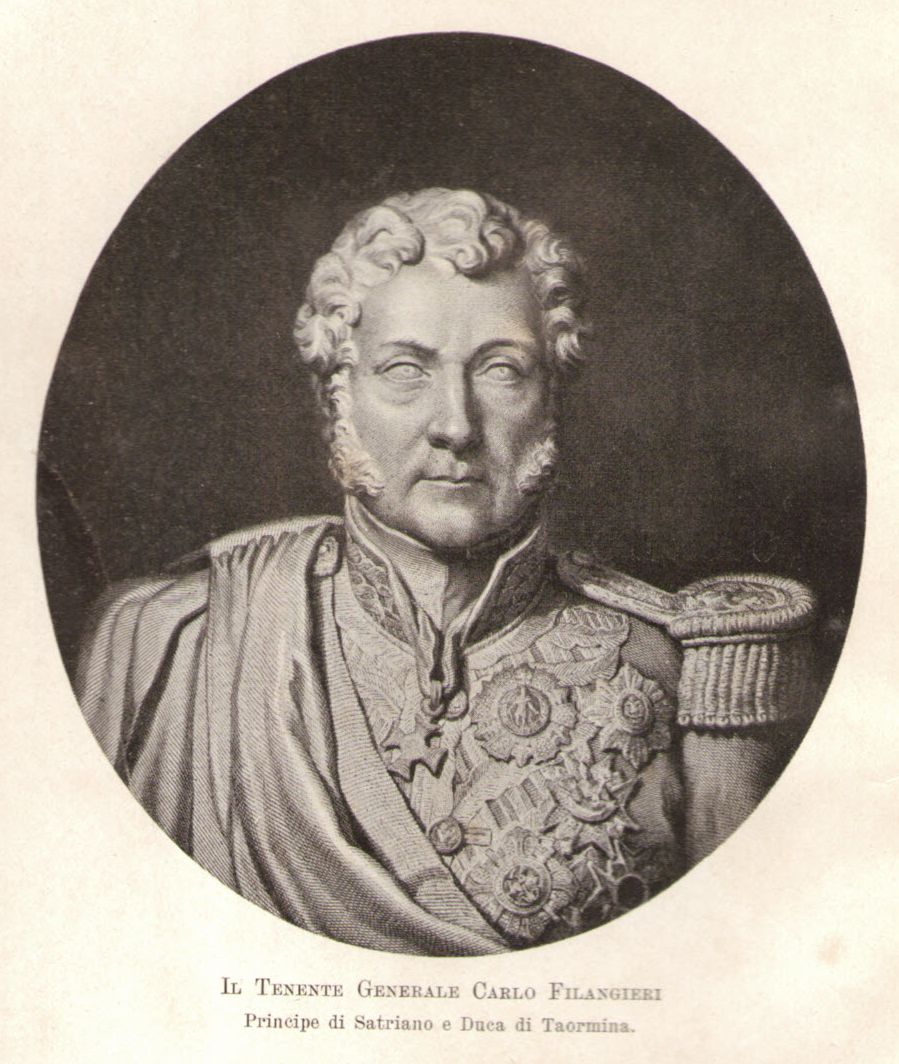
Carlo Filangieri riconquistò la Sicilia in due campagne militari: nel 1848 e nel 1849.

Primi fra i moti che avrebbero sconvolto l'Europa nel 1848 furono quelli della Rivoluzione siciliana. D'accordo con la maggior parte dei suoi collaboratori, fra cui Filangieri, Ferdinando II, l'11 febbraio 1848, per arginare le proteste, promulgò la costituzione. L'avvenimento, invece di placare le popolazioni le agitò in tutta Italia e il 13 aprile il Parlamento siciliano neoeletto decretò decaduto dal trono di Sicilia Ferdinando II.
Quello stesso mese, sfiduciato dai governanti borbonici e constatata l'impossibilità di rendersi utile in qualche modo, Filangieri chiese e ottenne di ritirarsi nuovamente a vita privata; ma il 26 agosto 1848, vista la grave situazione in Sicilia, Ferdinando II lo richiamò affidandogli il comando della spedizione che avrebbe dovuto riconquistare l'isola.
Filangieri organizzò la spedizione in tre giorni e il 30 agosto 1848 si imbarcò a Napoli con due reggimenti svizzeri e il suo Stato Maggiore sulla fregata Stromboli. Seguivano le altre imbarcazioni, destinazione: Bagnara, nei pressi di Reggio dove era stato stabilito il concentramento delle truppe.

Da lì Filangieri passò lo stretto e il 1º settembre fece sbarcare i suoi uomini vicino alla cittadella fortificata di Messina, uno dei pochi punti ancora in mano borbonica della città. Ripartì quindi le sue truppe in due divisioni: la prima, comandata dal generale Paolo Pronio, all'interno della cittadella, la seconda, comandata dal generale Nunziante, con le truppe sbarcate. Le due divisioni ammontavano complessivamente a 13.587 fra soldati e sottufficiali, e 519 ufficiali.

### La conquista di Messina
Il 1º settembre 1848 Filangieri fece informare dell'imminente apertura delle ostilità i consoli stranieri residenti nelle città costiere, comunicando che aveva il dovere di occupare alcune città anche con la forza.
Filangieri si trovò nei giorni successivi a gestire una complessa situazione che vide operazioni combinate della flotta e delle truppe di terra, delle forze dentro e fuori le fortificazioni, di imbarchi e sbarchi di truppe e che doveva tenere conto della presenza della squadra navale della Gran Bretagna, ufficialmente neutrale, ma che simpatizzava certamente per gli indipendentisti.
Il 4 settembre i cannoni siciliani iniziarono a bombardare la cittadella di Messina che rispose al fuoco sulla città. Questo duello d'artiglierie, proseguito per i quattro giorni successivi, danneggiò gravemente il centro abitato.
Il 6 settembre Filangieri sbarcò a Contessa assieme ad un contingente che attaccò Messina dall'esterno. Per voce dei comandanti delle navi inglesi e francesi, i siciliani chiesero una tregua di ventiquattrore. Filangieri rispose chiedendo la resa della città, condizione che non fu accettata.

Il risultato fu che il giorno dopo, a seguito di combattimenti durissimi durante i quali si verificarono episodi di crudeltà da ambo le parti, le difese di Messina cedettero. La resa definitiva ci fu tuttavia l'8 settembre 1848. Filangieri ammise perdite fra i 1500 e i 1600 uomini, oltre ai feriti (circa 900) e i morti della cittadella. Il giorno prima aveva fatto salpare la flotta verso la Calabria: «Occorreva togliere così alla truppa [napoletana] ogni idea possibile di ritirata, se mai fra i miei soldati vi fosse alcuno che la credesse o la volesse possibile».
Dopo la presa di Messina, Filangieri diede ordine ai genieri di spegnere tutti gli incendi che divampavano in città. Operazione resa più difficoltosa dalle mine inesplose e dai depositi di munizioni siciliani nascosti nei locali più impensabili come, si scoprì, in un monastero di Domenicani.
Il giorno 9 settembre 1848 anche la città di Milazzo si arrese, mentre a Napoli un messaggero ebbe l'incarico dal re di assegnare il gran cordone di San Ferdinando a Filangieri con queste parole: «Ditegli di essere io superbo che dal mio passi al suo petto».

### La tregua imposta
Caduta Messina, l'11 settembre 1848 gli ammiragli delle squadre navali inglese e francese a nome dei loro governi chiesero una tregua nei combattimenti. Ufficialmente Ferdinando II non accettava mediazioni ma, di fronte all'ingerenza delle due grandi potenze, non poté decidere altro che far cessare le ostilità.
Seguì un lungo periodo di pace armata durante il quale le truppe siciliane si rafforzarono e riorganizzarono. Nello stesso tempo Filangieri compì strenui sforzi per ripristinare a Messina condizioni di vita normali mentre a Palermo si minacciava della pena di morte chiunque avesse accettato i suoi favori.
Tornato a Napoli, sul nuovo assetto politico che si pensava dare alla Sicilia, Filangieri fu occupato in trattative diplomatiche con gli ambasciatori inglese e francese durante le quali precisò che non avrebbe mai accettato una separazione dal regno (13 gennaio 1849), né un esercito siciliano autonomo. Quest'ultimo rifiuto fu, alla fine, accettato da Francia e Gran Bretagna.

In quello stesso periodo Filangieri si dovette difendere alla Camera dei Pari di Napoli dalle accuse di crudeltà perpetrate dalle sue truppe sulle popolazioni siciliane (10 febbraio 1849).

### La ripresa della guerra

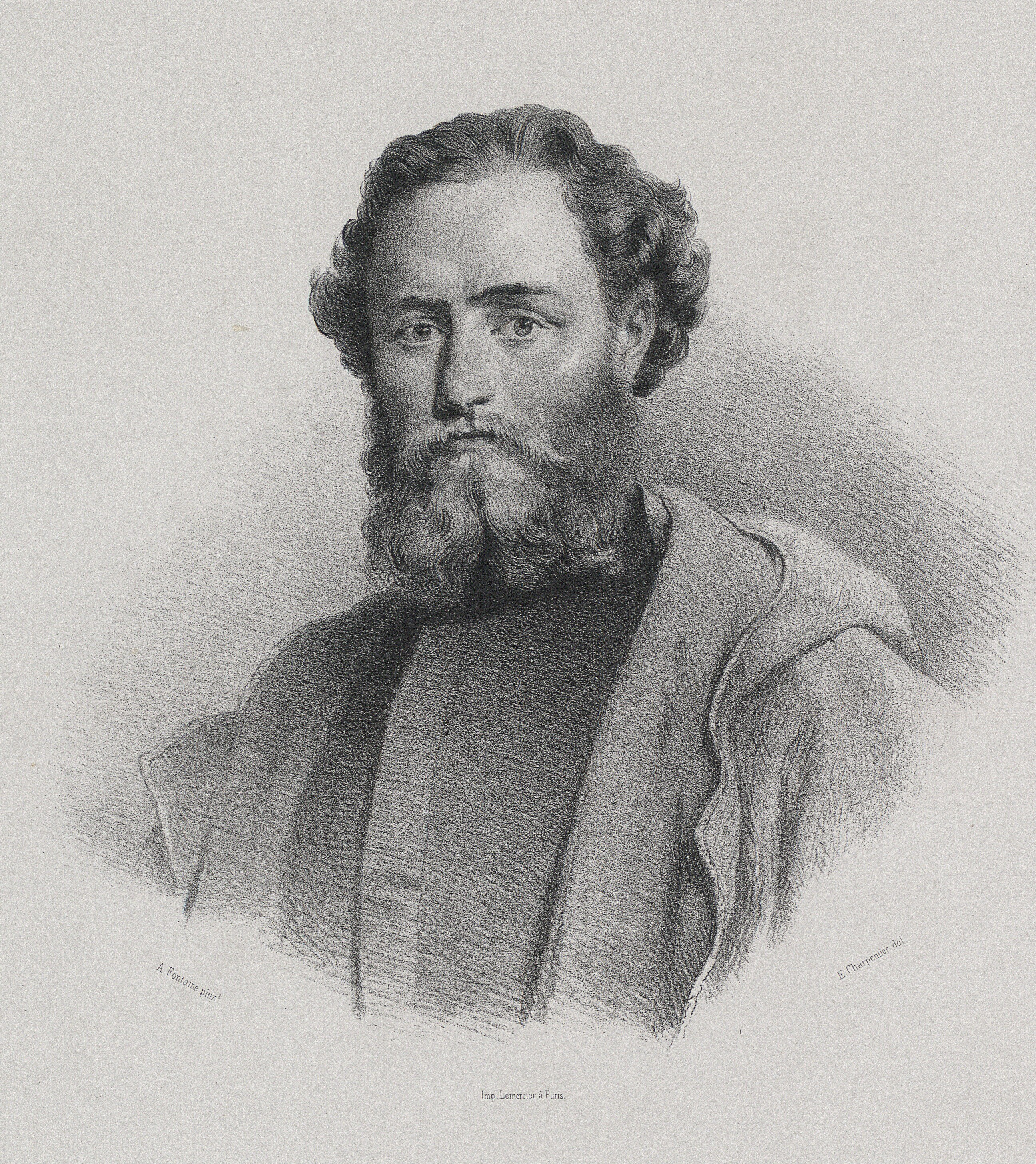
Il generale polacco Ludwik Mierosławski (1814-1878) comandante dell'esercito siciliano.

Il 28 febbraio 1849, Ferdinando II fece la sua offerta di concessioni costituzionali ai siciliani per il mantenimento della tregua. I governanti siciliani rifiutarono all'unanimità e Filangieri si preparò a partire per Messina per riprendere le ostilità.

Le forze siciliane nei sei mesi di tregua che trascorsero seppero riorganizzarsi e rafforzarsi. A Palermo fu eletto capo dello Stato l'indipendentista Ruggero Settimo e l'esercito, che contava circa 4.000 uomini prima della tregua, a marzo ne schierava 14.000, armati dei fucili acquistati dalla Gran Bretagna e dalla Repubblica francese (che fornì anche cannoni). Si apprestava intanto a prendere la guida delle forze siciliane il generale polacco Ludwik Mierosławski (1814-1878), protagonista della Sollevazione della Grande Polonia (1846).
A queste forze Filangieri, che posizionò il suo quartier generale a Messina, opponeva 12.916 uomini di truppa, 468 ufficiali, 40 cannoni e 610 cavalli. Prima dello scoppio delle ostilità inviò ai siciliani un proclama che invitava la popolazione a desistere dalla lotta e ai suoi soldati un ordine del giorno in cui definiva i siciliani “nostri fratelli”.
All'alba del 30 marzo 1849 Filangieri iniziò le operazioni contro i siciliani. Per disorientare Mierosławski che puntava su Messina, simulò un attacco a Palermo inviando una squadra navale al largo di Cefalù e una colonna che da Messina prese a marciare verso Ovest. Il grosso delle forze puntò invece da Messina verso Sud con l'obiettivo di conquistare Taormina e Catania; nel corso di detta operazione, alcuni reparti si accanirono particolarmente contro i centri rivieraschi (allora dipendenti da Savoca) di Furci, Bucalo e Portosalvo che vennero prima cannoneggiati dal mare e poi messi a ferro e fuoco, vennero incendiate case e opifici, razziate derrate e abbattuta parzialmente la cinquecentesca Torre del Baglio; vennero anche perpetrati atti di violenza contro la popolazione civile.

### La conquista della Sicilia

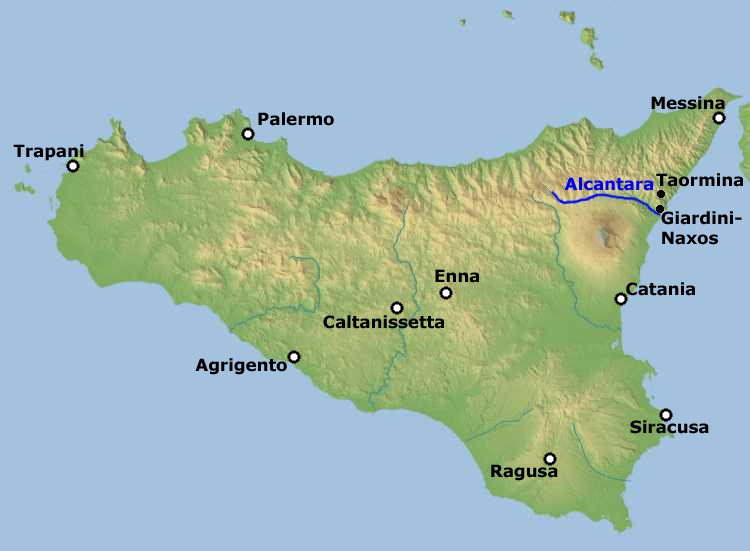
Le principali città della Sicilia con il fiume Alcantara.

Il 2 aprile 1849 le truppe napoletane si accamparono a Letojanni. Alle 17 dello stesso giorno Filangieri raggiunse i suoi uomini via mare e, dati gli ordini opportuni, il giorno dopo attaccò Taormina conquistandola con un vero e proprio colpo di mano dei Cacciatori. Il generale Mierosławski, fermo sull'Alcantara, non seppe reagire. La città di Giarre, che si arrese senza colpo ferire, fu occupata il 4 e Acireale il 5.
Dopo la caduta di Acireale, Filangieri intimò la resa a Catania, i cui difensori si rifiutarono di accettarla. Raggiunta l'avanguardia delle truppe e stabilito l'ordine di marcia, Filangieri ingaggiò il nemico alle 10 e mezza antimeridiane del 6 aprile 1849. Da quell'ora fino a notte inoltrata il fuoco fra le due parti rimase intenso.
Dopo scontri durissimi a seguito degli assalti dei napoletani alle barricate siciliane, le truppe di Filangieri entrarono a Catania per la porta di Aci e dopo altri combattimenti alle 9 di sera si trovarono a controllare quasi tutta la città. Il giorno dopo, il 7 aprile 1849, Catania era completamente occupata. Filangieri aveva catturato una gran quantità di armi leggere e munizioni oltre a una cinquantina di cannoni, ma registrò fra morti e feriti 43 ufficiali e 867 uomini di truppa.
Sconfitto e ferito Mierosławski a Catania, in pochi giorni si arresero anche i difensori di Augusta, Siracusa e Noto. Le truppe siciliane demoralizzate si ritirarono a Palermo che, prima di capitolare, pretese un'amnistia generale. Filangieri ne diede comunicazione al re mentre bande armate locali si impadronivano della capitale siciliana. Ai primi di maggio l'armata di Filangieri giunse alle porte di Palermo di fronte alla quale si fermò, pur potendo entrarvi. Il 9 si diffuse la notizia dell'amnistia di re Ferdinando che beneficiava tutti tranne coloro che avevano architettato la rivolta. Il giorno prima, lo stesso 9 maggio e il giorno seguente le bande siciliane attaccarono gli avamposti di Filangieri nei dintorni della città venendo respinte senza eccessive difficoltà. Solo quando a Palermo l'ordine fu ripristinato, Filangieri vi entrò con le sue truppe il 15 maggio 1849. La spedizione aveva riconquistato la Sicilia in neppure due mesi. Riconoscente per l'impresa, Ferdinando II conferì a Filangieri il titolo di Duca di Taormina con una rendita di 12.000 ducati l'anno.

## Luogotenente in Sicilia (1849-1855)

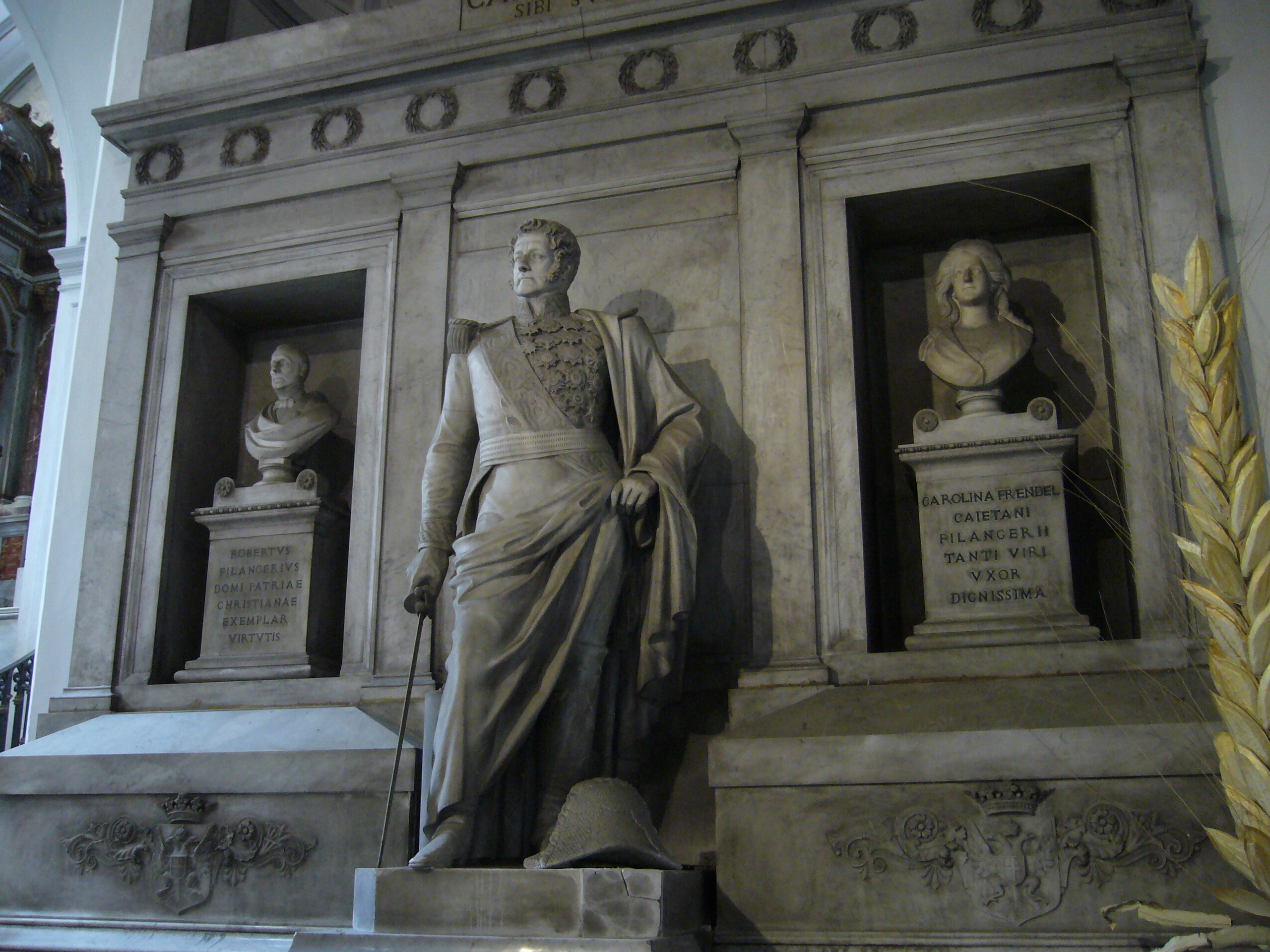
Monumento a Carlo Filangieri nella Chiesa di Santa Maria di Piedigrotta a Napoli.

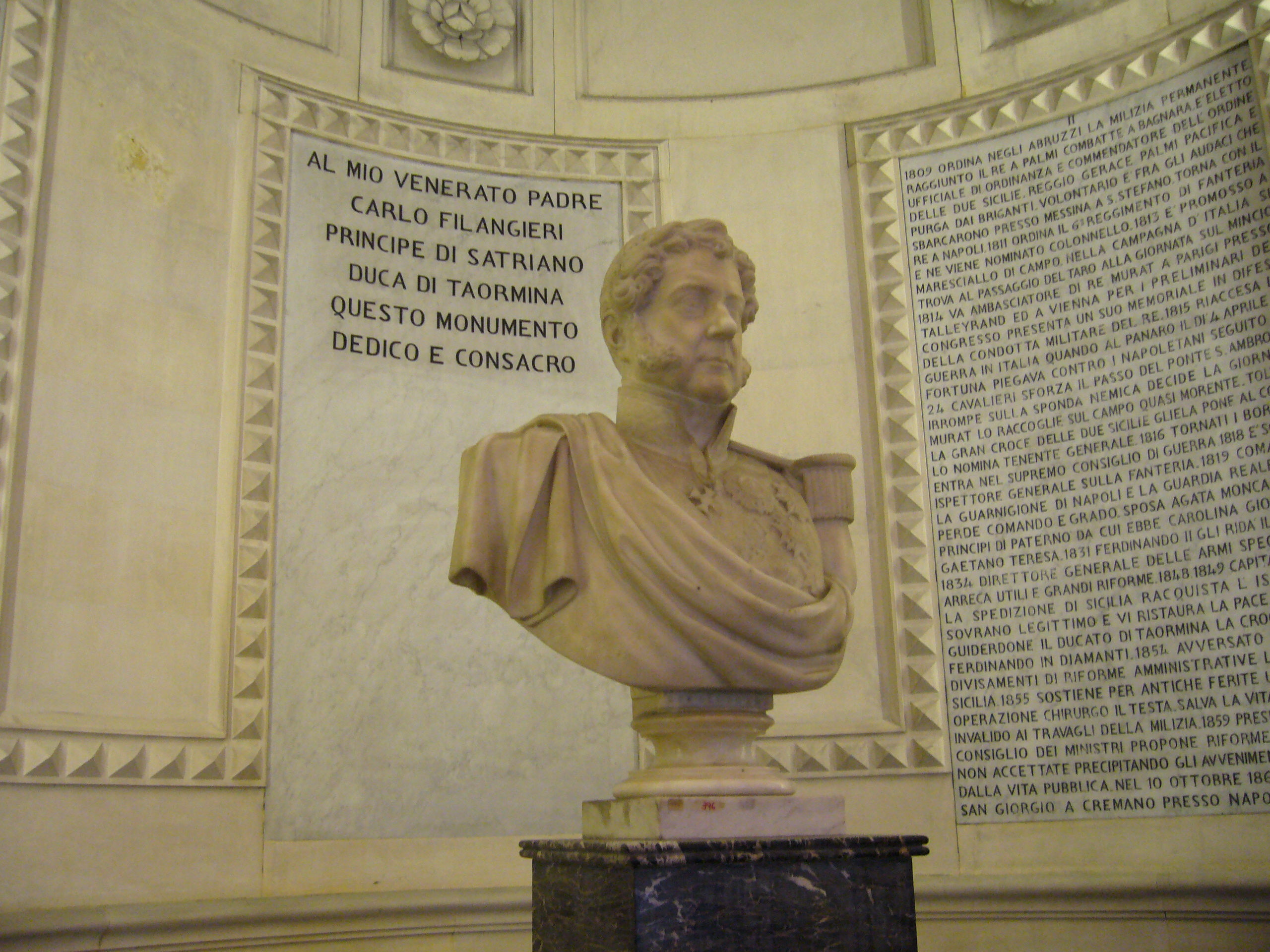
Monumento a Carlo Filangieri a Palazzo Como, a Napoli, sede del Museo civico Gaetano Filangieri.

Una volta entrato a Palermo, Filangieri ebbe come prima preoccupazione il ristabilimento dell'ordine e della sicurezza che affidò alla Guardia nazionale. Proseguì col ripristinare le varie istituzioni anche quando la rivolta in Sicilia sembrò riprendere a seguito delle notizie sulla presunta sconfitta dei napoletani a Velletri (maggio 1849). Filangieri, allora, pubblicò di sua iniziativa un proclama che ottenne lo scopo di calmare i siciliani e che prometteva loro alcune concessioni fra cui che il primogenito del monarca regnante sarebbe stato loro rappresentante in Sicilia. Ferdinando II, per niente d'accordo a lasciare in ostaggio ai palermitani il figlio, sconfessò Filangieri e questi insistette nelle sue ragioni; Ferdinando rifiutò ancora e Filangieri lo raggiunse a Gaeta per persuaderlo a concedere un governo autonomo alla Sicilia. Solo a quel punto il re promise concessioni per il futuro, e il generale se ne tornò fiducioso a Palermo.
In quello stesso periodo, costretto a mantenere l'ordine a tutti i costi, Filangieri proclamò la pena di morte per i detentori di armi. Misura considerata crudele che consentì tuttavia di riportare completamente l'ordine in Sicilia e che fu applicata per due volte.
Probabilmente per ridimensionare i poteri del generale, il 26 luglio 1849, Ferdinando II istituì un organo che, da Napoli, avrebbe deciso la vita dell'isola: il Ministero degli Affari siciliani. Di contro, il 27 settembre successivo, nominò Luogotenente a Palermo Filangieri che, contrariato da questo dualismo istituzionale, l'8 ottobre 1849 rassegnò le dimissioni. Ferdinando non le accettò e promise ancora le riforme da Filangieri auspicate.
Per il luogotenente iniziò così un lungo periodo di contese con il Ministro degli Affari siciliani Giovanni Cassisi (1788-1865). Egli riuscì tuttavia ad espletare le sue funzioni conservando i vecchi privilegi dell'isola, assolvendo i comuni dai debiti contratti durante la rivoluzione, reintegrando la Chiesa e lo Stato nei beni alienati dai rivoltosi e restituendo quelli confiscati ai gesuiti e ai liguorini. Fece ripristinare la Consulta giuridico-amministrativa siciliana e ripianò il debito pubblico dell'isola senza l'introduzione di nuove tasse. D'altronde a Filangieri non mancava l'influenza sulla nobiltà della Sicilia, dato che era imparentato con una delle più illustri famiglie dell'isola; la moglie Maria Agata apparteneva infatti ai Moncada di Paternò.

### Lo scontro con Cassisi e le dimissioni
I rapporti di Filangieri con Cassisi si aggravarono quando il luogotenente presentò un piano per la costruzione, entro sei mesi, di 25 nuove strade per un totale di 625 miglia e otto ponti sospesi. Dapprima Ferdinando II non volle autorizzare il contratto perché intestato ad un imprenditore francese, poi intervenne Cassisi che insinuò l'uso di prestanome siciliani dietro i quali si nascondeva comunque il francese. Fatto sta che il contratto non fu firmato e che Filangieri, l'11 giugno 1854, scrisse di nuovo al re rinnovando la richiesta di dimissioni; dopodiché partì per un periodo di cure ad Ischia, durante il quale seppe che Cassisi, approfittando della sua assenza, aveva aperto un'inchiesta di carattere amministrativo a suo carico. A quel punto Filangieri scrisse al re che non avrebbe più messo piede in Sicilia e Ferdinando II, nel febbraio 1855, accolse finalmente la sua richiesta di ritiro con la motivazione dei problemi di salute.

## Il ritiro e la malattia (1855-1859)
Tenente generale in ritiro, Filangieri, dal settembre 1855 soffrì per l'aggravarsi delle patologie causate dalle sue vecchie ferite. Fu operato affinché l'infezione si placasse e gli fu salvata la vita, ma non poté più piegare la gamba destra né montare a cavallo.
Dopo la Campagna di Sicilia, varie onorificenze pervennero al generale dall'Europa conservatrice, fra cui, la più gradita, quella austriaca dell'Ordine militare di Maria Teresa per la quale Filangieri fu invitato a Vienna, dai suoi vecchi nemici, il 18 giugno 1857.
Intanto le condizioni di salute di Ferdinando II andavano peggiorando. Gli ultimi giorni il re raccomandò a Filangieri l'erede e morì il 22 maggio 1859 lasciando il trono al primogenito Francesco.

## Presidente del Consiglio (1859-1860)

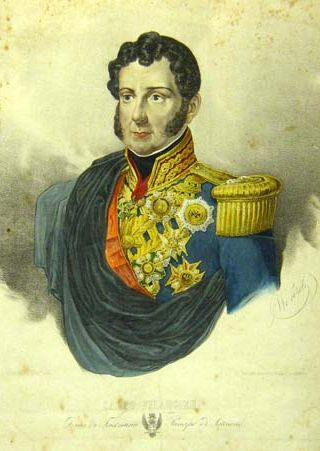
Carlo Filangieri nel 1852.

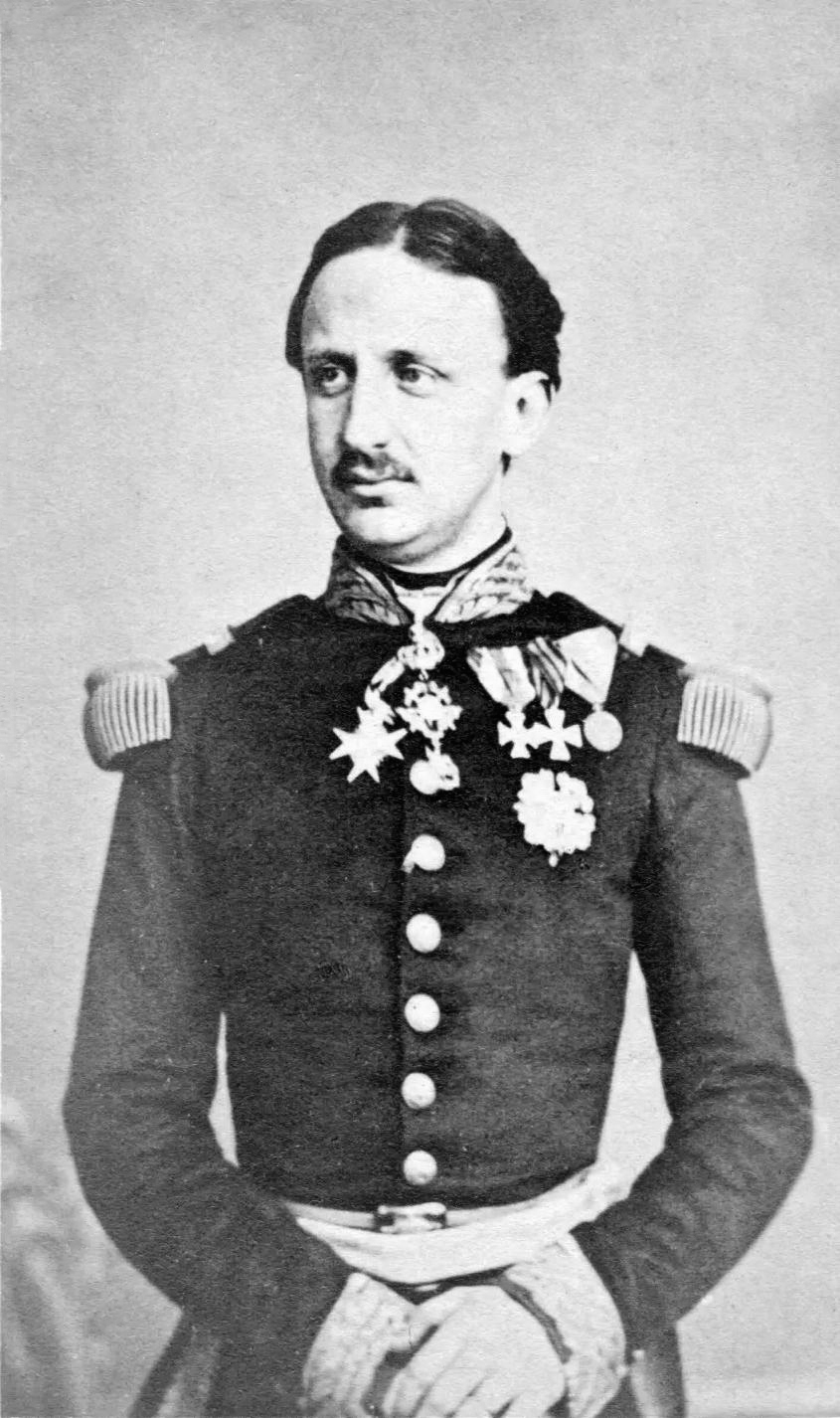
Francesco II di Borbone appena salito al trono nominò Filangieri Presidente del Consiglio.

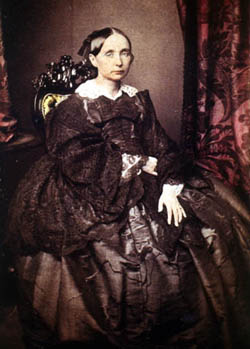
Maria Teresa d'Asburgo, seconda moglie di Ferdinando II, della quale Filangieri scoprì un complotto contro Francesco II.

Pochi giorni dopo l'ascesa al trono, preoccupato per i successi ottenuti da Piemonte e Francia contro l'Austria, Francesco II decise di scrivere ad alcune personalità, fra cui Carlo Filangieri, per chiedere loro di entrare a far parte del governo.
Filangieri, nominato Presidente del Consiglio, non scelse i suoi ministri. Tranne Francesco Antonio Casella (1819-1894), ministro della Polizia, e Achille Rosica, ministro all'Interno, gli altri non erano di sua fiducia e alcuni, come Ferdinando Troya (senza portafoglio) gli erano addirittura avversi.
Salito al potere l'8 giugno 1859, Filangieri si impegnò a rianimare il Paese con l'avvio di opere pubbliche che erano già state pianificate e approvate. Si occupò del progetto delle linee ferroviarie per la Puglia e per l'Abruzzo e delle strade della capitale riprendendo, fra gli altri, il piano per la realizzazione della Strada Maria Teresa (oggi Corso Vittorio Emanuele). Altre ordinanze riguardarono il miglioramento della condizione carceraria e la riorganizzazione dell'esercito.
Il lavoro del governo, tuttavia, fu subito travagliato da gravi problemi interni al regno. Nel giugno del 1859 Filangieri dovette affrontare la rivolta, repressa nel sangue, di un reggimento di mercenari svizzeri. Successivamente scoprì un complotto della seconda moglie di Ferdinando II, Maria Teresa Isabella, che avrebbe voluto suo figlio il Conte di Trani al posto di Francesco II. Alla notizia del complotto, il re buttò le carte di Filangieri nel camino dicendogli: «È la moglie di mio padre!».
Venuta a conoscenza dell'accaduto Maria Teresa Isabella divenne, capeggiando l'ala filoaustriaca di corte, l'acerrima nemica di Filangieri, il quale decise invece di aprire a Francia e Gran Bretagna.

### Il tentativo di alleanza con il Piemonte
Dopo il Congresso di Parigi del 1856, durante il quale a Ferdinando II fu da Lord Clarendon intimato di scegliere una politica più liberale, Gran Bretagna e Francia ruppero le relazioni con il Regno delle Due Sicilie.
Per riavvicinarsi politicamente alle potenze occidentali Filangieri, legato alla Francia fin dal periodo napoleonico, era intenzionato ad allentare i legami con l'Austria e a cambiare il sistema di politica interna nella direzione di una maggiore liberalità, prevedendo anche uno Statuto. Avuto sentore del tentativo di aprire un nuovo corso, sia la Francia che la Gran Bretagna riaprirono ufficialmente le relazioni con il Regno delle Due Sicilie nominando i loro rappresentanti: il barone francese Anatole Brénier de Renaudière (1807-1885) e l'inglese Henry George Helliot (1817-1907).
Le idee di Filangieri ebbero forse il loro maggiore riscontro nel conte piemontese Ruggiero di Salmour che arrivò a Napoli lo stesso giorno della formazione del nuovo governo. Egli era incaricato da Cavour di sondare il governo napoletano sull'eventualità di un'alleanza con il Piemonte. All'epoca le alleanze erano funzionali a una guerra e Salmour propose a Filangieri un conflitto contro l'Austria.

Pur non nascondendo le difficoltà di una riuscita della proposta presso Francesco II, Filangieri assicurò il suo intervento con l'appoggio degli ambasciatori di Francia e Gran Bretagna.
Egli suggerì, forse ingenuamente, a Salmour di incontrarsi con Ferdinando Troya, molto vicino al re e filoaustriaco. Troya si dimostrò subito contrario al piano e lo stesso atteggiamento ebbe Francesco II quando Filangieri tentò di parlargliene. La reazione del re fu tanto vivace che il presidente del consiglio diede le dimissioni, poi ritirate per le insistenze del monarca.

### Lo Statuto e la manovra filofrancese

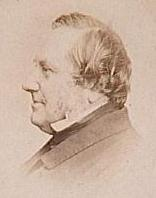
L'ambasciatore francese a Napoli Anatole Brénier (1807-1885), interlocutore di Filangieri per le trattative su un'alleanza franco-napoletana.

D'altro canto Filangieri, favorevole alle proposte di Salmour di un'alleanza con Torino e un eventuale ingrandimento del regno a discapito di Papa Pio IX, si dimostrò contrario a far concedere la Costituzione napoletana del 1848 come volevano il Piemonte e la Gran Bretagna «in quanto si spingerebbe troppo lontano». Filangieri temeva infatti in quella fase storica il pericolo di una defezione dell'esercito e la separazione della Sicilia.
Egli desiderava in effetti una Costituzione di stampo meno liberale, della quale diede incarico al giurista Giovanni Manna. Terminato il lavoro, Filangieri e Manna discussero le bozze correggendole in alcuni punti riguardanti la Sicilia; dopodiché il Presidente del Consiglio ne mise a conoscenza Napoleone III attraverso l'ambasciatore Brénier. L'imperatore francese apportò qualche piccola modifica e il 4 settembre 1859 Filangieri presentò a Francesco II il progetto costituzionale facendo presente che Napoleone III aveva approvato lo statuto e lasciando così intendere che il Regno delle Due Sicilie si sarebbe avvicinato alla sfera politica francese abbandonando quella austriaca. Secondo Filangieri, infatti, solo sotto la protezione della Francia amica del Piemonte, il Regno delle due Sicilie avrebbe potuto allontanare l'imminente catastrofe.
Ma Francesco II non solo rifiutò decisamente di prendere in considerazione il documento, ma impose a Filangieri di tacere su quanto era avvenuto, ponendolo così in una grave situazione di fronte a Brénier e a Napoleone III che attendevano una risposta. Definitivamente scoraggiato, con alcune lettere del 5 e 6 settembre 1859, Filangieri chiese di essere esonerato dall'incarico di presidente del Consiglio adducendo ragioni di età, di salute e di famiglia. Francesco II rispose con una lettera personale con la quale gli concedeva un permesso di quaranta giorni.
Alla fine del settembre 1859, il generale Christophe Michel Roguet (1800-1877) inviato a Napoli da Napoleone III, ebbe un lungo colloquio con Filangieri che fece un ultimo tentativo con Francesco II: in una lettera del 2 ottobre lo esortò a schierarsi con la Francia che, in cambio di un avvicinamento al suo sistema politico, avrebbe protetto il Regno delle Due Sicilie assicurandogli anche un ruolo di primo piano in Italia. A stretto giro di posta Francesco II rispose che la rovina del suo paese era proprio l'influenza degli stranieri.
Il 16 marzo 1860 vennero infine accolte le dimissioni del quasi settantaseienne Filangieri. Lo sostituiva, alla Presidenza del Consiglio, il coetaneo Principe di Cassaro e al Ministero della Guerra il settantasettenne Francesco Antonio Winspeare.

## Gli ultimi tempi (1860-1867)

### Di fronte all'Impresa dei Mille
Ritiratosi a vita privata a Sorrento, a pochi giorni dallo sbarco a Marsala di Garibaldi, il 14 maggio 1860 Filangieri venne richiamato a Napoli. Francesco II gli chiese di rientrare in servizio per tentare di salvare la Sicilia. Filangieri rifiutò ma convinse il re a nominare comandante il generale Ferdinando Lanza che aveva combattuto con lui nel 1849 ma che non si rivelò all'altezza della nuova situazione. Inoltre consigliò di abbandonare Palermo e concentrare il grosso delle truppe ad Agrigento e Messina, lasciando nello sconforto il re che non avrebbe voluto abbandonare il capoluogo siciliano.
In un altro Consiglio di Stato, il 30 maggio, il giorno dell'occupazione garibaldina di Palermo, Filangieri chiese a Francesco II di rivolgere un appello a Napoleone III affinché intervenisse a garantire l'autonomia del Regno delle Due Sicilie. Il re accettò ma era ormai troppo tardi. Altri tentativi da parte di Francesco II di far riprendere le redini dello stato a Filangieri in quei mesi convulsi fallirono. L'ultimo dei quali, qualche giorno dopo il 16 giugno 1860, vide il re imbarcarsi e fare visita a Filangieri a Sorrento.
Con l'approvazione del primo ministro Liborio Romano che lo considerava pericoloso per la stabilità interna del regno, Filangieri chiese e ottenne di lasciare il suo Paese. L'11 agosto 1860 si imbarcò alla volta di Marsiglia con la moglie inferma. Quest'ultima tornò poi a Napoli e vi morì il 3 dicembre 1862, sei ore prima che Filangieri vi facesse a sua volta ritorno.

### Dopo l'unità d'Italia
Nonostante l'età, Filangieri si dedicò a studi e rapporti di carattere militare che compì a seguito di una richiesta del 1865 del Presidente del Consiglio La Marmora e del generale Fanti. Il più importante dei quali fu Composizione dell'esercito attivo dell'armata d'Italia: studi e progetti che da me furono presentati al Ministro della Guerra del Regno d'Italia. Nel 1866 e nei primi mesi dell'anno successivo aprì una larga corrispondenza con l'ex generale borbonico, passato all'esercito italiano, Giuseppe Salvatore Pianell, suo fedele ammiratore. Morì a 83 anni il 9 ottobre 1867.

## Matrimonio e discendenza

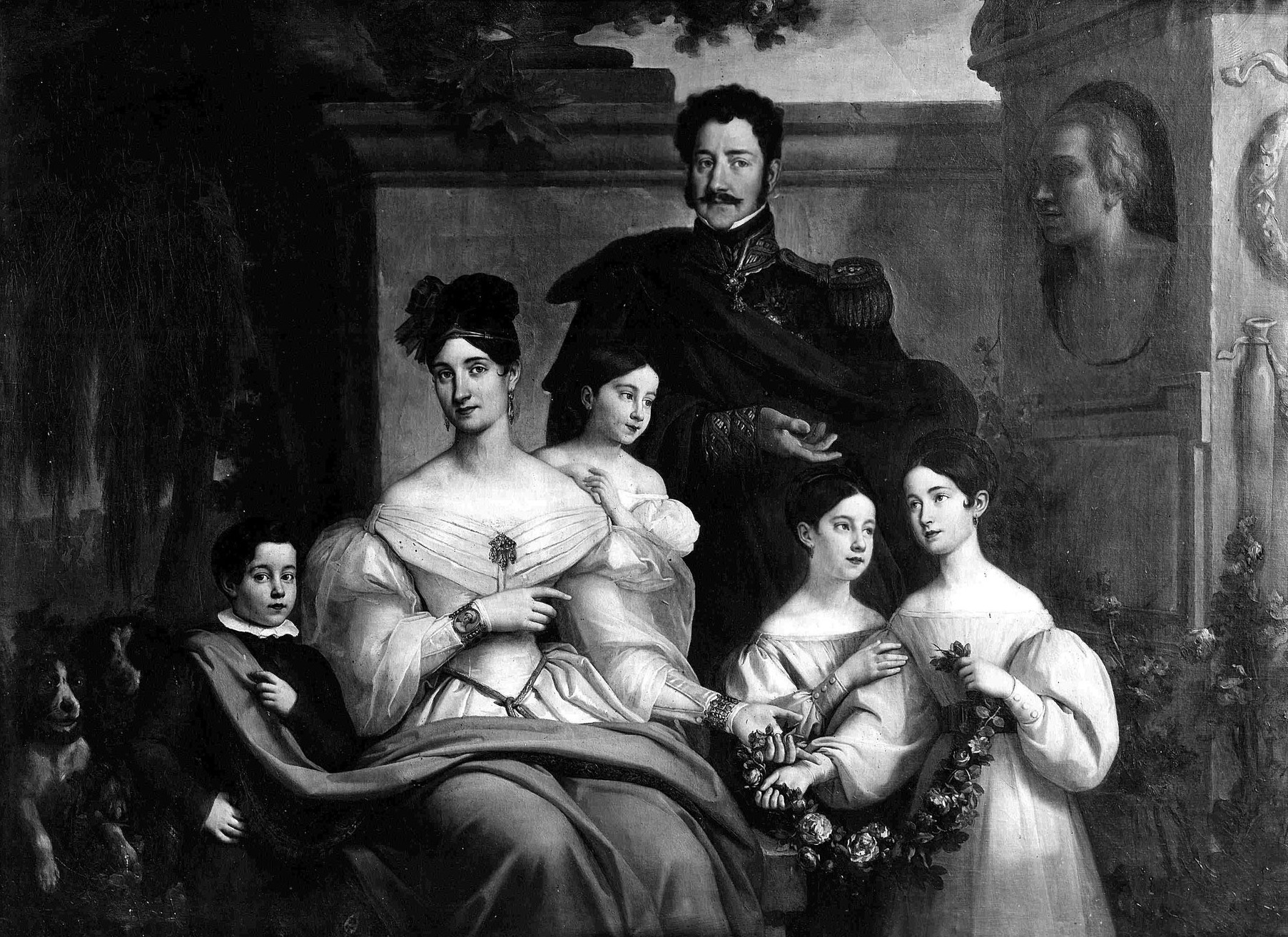
Carlo Filangieri e la consorte Agata Moncada con i loro quattro figli. Il primo a sinistra è il piccolo Gaetano.

Carlo Filangieri nel 1820 sposò la nobildonna Agata Moncada di Paternò, figlia di Giovanni Luigi Moncada, principe di Paternò da cui ebbe 4 figli:
- Carolina, poi duchessa di Bovino (1821-1895)
- Giovanna, poi duchessa Serra di Cardinale (1822-1886)
- Gaetano, 7º principe di Satriano e 2º duca di Taormina (1824-1892)
- Teresa, poi duchessa di Roccapiemonte (1826-1903)

## Onorificenze

### Onorificenze straniere
Dopo la Campagna di Sicilia del 1848-1849 Filangieri ottenne diverse onorificenze, queste quelle di cui si ha notizia da fonti accreditate: